# Неравенство Брунна — Минковского
Теорема Брунна — Минковского — классическая теорема выпуклой геометрии:

## Формулировка
Пусть {\displaystyle K_{0}} и {\displaystyle K_{1}} — компактные выпуклые тела в n-мерном евклидовом пространстве.
Рассмотрим сумму Минковского {\displaystyle K_{\lambda }=(1-\lambda )K_{0}+\lambda K_{1}}, {\displaystyle \lambda \in [0,1]}, то есть множество точек, делящих отрезки с концами в любых точках множеств {\displaystyle K_{0}} и {\displaystyle K_{1}} в отношении {\displaystyle \lambda } к {\displaystyle (1-\lambda )}. Тогда функция
{\displaystyle f(\lambda )={\sqrt[{n}]{\mathop {\rm {vol}} K_{\lambda }}}}
есть вогнутая функция от {\displaystyle \lambda }.
Более того, функция {\displaystyle f(\lambda )} линейна в том и только в том случае, когда {\displaystyle K_{0}} и {\displaystyle K_{1}} гомотетичны.

### Замечания
- Неравенство легко выводится из своего частного случая
{\displaystyle {\sqrt[{n}]{\mathop {\rm {vol}} (A+B)}}\geq {\sqrt[{n}]{\mathop {\rm {vol}} A}}+{\sqrt[{n}]{\mathop {\rm {vol}} B}}}

для любых компактных выпуклых тел {\displaystyle A} и {\displaystyle B} — в n-мерном пространстве.

## Следствия
- Изодиаметрическое неравенство: В евклидовом пространстве среди всех тел данного диаметра, шар имеет наибольший объём. Для доказательства теоремы достаточно применить неравенство Брунна — Минковского к данному телу {\displaystyle W} и к его центральносимметричной копии {\displaystyle W'}.
- Теорема Линделёфа о многограннике: Среди всех выпуклых многогранников трёхмерного евклидова пространства с данными направлениями граней и с данным объёмом наименьшую площадь поверхности имеет многогранник, описанный вокруг шара.

## История
Теорема установлена Брунном в 1887, уточнена и дополнена Минковским, обобщена на случай произвольных компактных тел Люстерником.
Довольно простое доказательство приведённое Бляшке использует симметризацию Штайнера.
Другое, короткое и простое доказательство нашли Г. Хадвигер и Д. Оман.
В нём неравенство доказывается сначала для пар параллелепипедов с параллельными гранями — эта часть эквивалентна неравенству между средним геометрическим и средним арифметическим.
Далее по индукции доказывается для конечных объединений таких параллелепипедов.
Неравенство следует поскольку любое тело можно приблизить таким объединиением.

## Вариации и обобщения
- Неравенство Александрова — Фенхеля — неравенство на смешанный объём, которое влечёт неравенство Брунна — Минковского.